# Nadchloratyt
Nadchloratyt – materiał wybuchowy z grupy nadchloranitów, mieszanina 60–75% nadchloranu potasu, 20–30% nitrozwiązków, 3–6% nitrogliceryny i 1–5% mąki.